# Paris-Bourges 2001
Paris-Bourges 2001 est la 51e édition de la course cycliste française Paris-Bourges se déroulant le 4 octobre 2001 entre Gien (Loiret) et Bourges (Cher), sur une distance de 207 kilomètres.
La course est remportée par le Français Florent Brard évoluant dans l'équipe française Festina.
L'épreuve constitue la dernière des quinze courses de la dixième édition de la coupe de France de cyclisme sur route.

## Présentation

### Équipes
14 équipes sont au  départ de la course :
| Groupes sportifs I (6)- Festina - Cofidis-Le Crédit par Téléphone - Mapei-Quick Step - Lotto-Adecco - CSC-Tiscali - Crédit agricole Groupes sportifs II (8)- Fakta - Jean Delatour - La Française des jeux - Bonjour - AG2R Prévoyance - BigMat-Auber 93 - Saint-Quentin-Oktos - Phonak Hearing Systems |
| |

## Classement final
| \| Classement général \| Classement général \| Classement général \| Classement général \| Classement général \| \| Coureur \| Coureur \| Pays \| Équipe \| Temps \| \| ------------------ \| ------------------- \| ------------------ \| ------------------------------- \| ------------------ \| \| 1er \| Florent Brard \| France \| Festina \| 4 h 37 min 56 s \| \| 2e \| Nico Mattan \| Belgique \| Cofidis-Le Crédit par Téléphone \| + 2 s \| \| 3e \| Scott Sunderland \| Australie \| Fakta \| + 2 s \| \| 4e \| Laurent Brochard \| France \| Jean Delatour \| + 2 s \| \| 5e \| Nicolas Vogondy \| France \| La Française des jeux \| + 2 s \| \| 6e \| Jean-Michel Tessier \| France \| Cofidis-Le Crédit par Téléphone \| + 6 s \| \| 7e \| Jean-Cyril Robin \| France \| Bonjour \| + 18 s \| \| 8e \| Christophe Le Mével \| France \| Crédit Agricole espoirs \| + 20 s \| \| 9e \| Filippo Pozzato \| Italie \| Mapei-Quick Step \| + 1 min 28 s \| \| 10e \| Michael Skelde \| Danemark \| Fakta \| + 1 min 28 s \| |                     |           |                                 |                 |
| |                     |           |                                 |                 |
| |                     |           |                                 |                 |
| Classement général |                     |           |                                 |                 |
| Coureur | Coureur             | Pays      | Équipe                          | Temps           |
| 1er | Florent Brard       | France    | Festina                         | 4 h 37 min 56 s |
| 2e | Nico Mattan         | Belgique  | Cofidis-Le Crédit par Téléphone | + 2 s           |
| 3e | Scott Sunderland    | Australie | Fakta                           | + 2 s           |
| 4e | Laurent Brochard    | France    | Jean Delatour                   | + 2 s           |
| 5e | Nicolas Vogondy     | France    | La Française des jeux           | + 2 s           |
| 6e | Jean-Michel Tessier | France    | Cofidis-Le Crédit par Téléphone | + 6 s           |
| 7e | Jean-Cyril Robin    | France    | Bonjour                         | + 18 s          |
| 8e | Christophe Le Mével | France    | Crédit Agricole espoirs         | + 20 s          |
| 9e | Filippo Pozzato     | Italie    | Mapei-Quick Step                | + 1 min 28 s    |
| 10e | Michael Skelde      | Danemark  | Fakta                           | + 1 min 28 s    |